# Nizza Monferrato
Nizza Monferrato er en italiensk by (og kommune) i regionen Piemonte i Italien, med omkring 10.101(2023) indbyggere.  